# Ely (Nevada)
Ely [pronuncia: i'li] è una cittadina degli Stati Uniti, capoluogo della Contea di White Pine nello stato del Nevada. Nel censimento del 2000 la popolazione era di 4.041 abitanti.

## Storia
Ely, come molti insediamenti del Nevada, è nato per ragioni minerarie, in particolare per la presenza di oro e di carbone, e nel corso del tempo si è sviluppato grazie al transito della ferrovia BHP Nevada Railroad.

## Geografia fisica
Secondo i rilevamenti dell'United States Census Bureau, la località di Ely si estende su una superficie di 18,5 km², tutti occupati da terre.

## Popolazione
Secondo il censimento del 2000, a Ely vivevano 4.041 abitanti, ed erano presenti 1.065 gruppi familiari. La densità di popolazione era di 219 ab./km². Nel territorio comunale si trovavano 2.205 unità edificate. 

### Statistiche demografiche

#### Composizione etnica
Secondo il censimento del 2000 la popolazione 
- 89,14% era bianca
- 0,32% era afroamericana
- 3,12% era nativa
- 1,09% era asiatica
- 0,35% dall'Oceano Pacifico
- 3,71% altre razze
- 2,28% a più razze
- 12,35% di ogni razza ispanica

#### Suddivisione della popolazione in fasce d'età
Secondo il censimento del 2000 la popolazione
- 25,7% era al di sotto dei 18
- 6,3% fra i 18 e i 24
- 23,8% fra i 25 e i 44, il 27,0% fra i 45 e i 64
- 17,2% era al di sopra dei 65 anni di età.

L'età media della popolazione era di 41 anni. Per ogni 100 donne residenti vivevano 98,3 maschi.

## Curiosità
- Nei pressi della città in futuro verrà posizionato l'Orologio Long Now.